# Teillay
Teillay è un comune francese di 985 abitanti situato nel dipartimento dell'Ille-et-Vilaine nella regione della Bretagna.

## Toponimia
Si trova il nome della località come Tillia nel 1160 e Telleium nel 1221
Dal latino tilia, o tilius (canapa o fibra di tiglio). Queste piante venivano qui sottoposte a macinazione per svariati usi.

## Monumenti e luoghi d'interesse
- Tombe à la fille

## Società

### Evoluzione demografica
Abitanti censiti